# Olipova planina
Olipova planina leži v Karavankah, v Podbelščici in je danes planina, približno 400 m zahodno od Potoške planine, približno 320 m zahodno od izvira Urbas in približno 300 m vhodno od izvira Čikla.
Nekdaj je bila Olipova planina v dolini za nekdanjim hribom Čikla, ki pa je leta 1384 domnevno začel drseti proti dolini Bela in se leta 1789 dokončno porušil. Takrat se je planina raztezala od vključno Vrtače pa do skalnega praga pred Stamarami (tako je označeno na starih zemljevidih (tudi na nekaterih nepopravljenih novejših !?) in v rudarskih zapiskih Žige Zoisa).
Planino so na tej lokaciji domnevno opustili zaradi velikih zemeljskih razpok (plazenje), morda pa tudi zaradi divjanja hudournika po grapi z Belščice (izjemno veliki nanosi grušča). Po opustitvi prvotne Olipove planine se je zgornji bolj ohranjeni del planine nekaj časa imenoval Zgornji rovti (?). - Še prej naj bi na površinah prvotne Olipove planine gospodarili staroselci - karavanški gorjani .